# Stadion Pelikana Łowicz
Stadion Pelikana Łowicz – stadion piłkarski w Łowiczu, w Polsce. 

## Charakterystyka
Został otwarty w 1990 roku. Może pomieścić 4000 widzów. Swoje spotkania rozgrywają na nim piłkarze klubu Pelikan Łowicz. W 2007 roku Pelikan wywalczył historyczny awans do II ligi, w związku z czym w sezonie 2007/08 obiekt gościł występy tego zespołu na drugim szczeblu rozgrywek ligowych. Pobyt drużyny Pelikana w II lidze trwał jednak tylko jeden sezon – klub po zajęciu ostatniego, 18. miejsca w tabeli spadł do niższej klasy rozgrywkowej.